# Maison de Victor Hugo

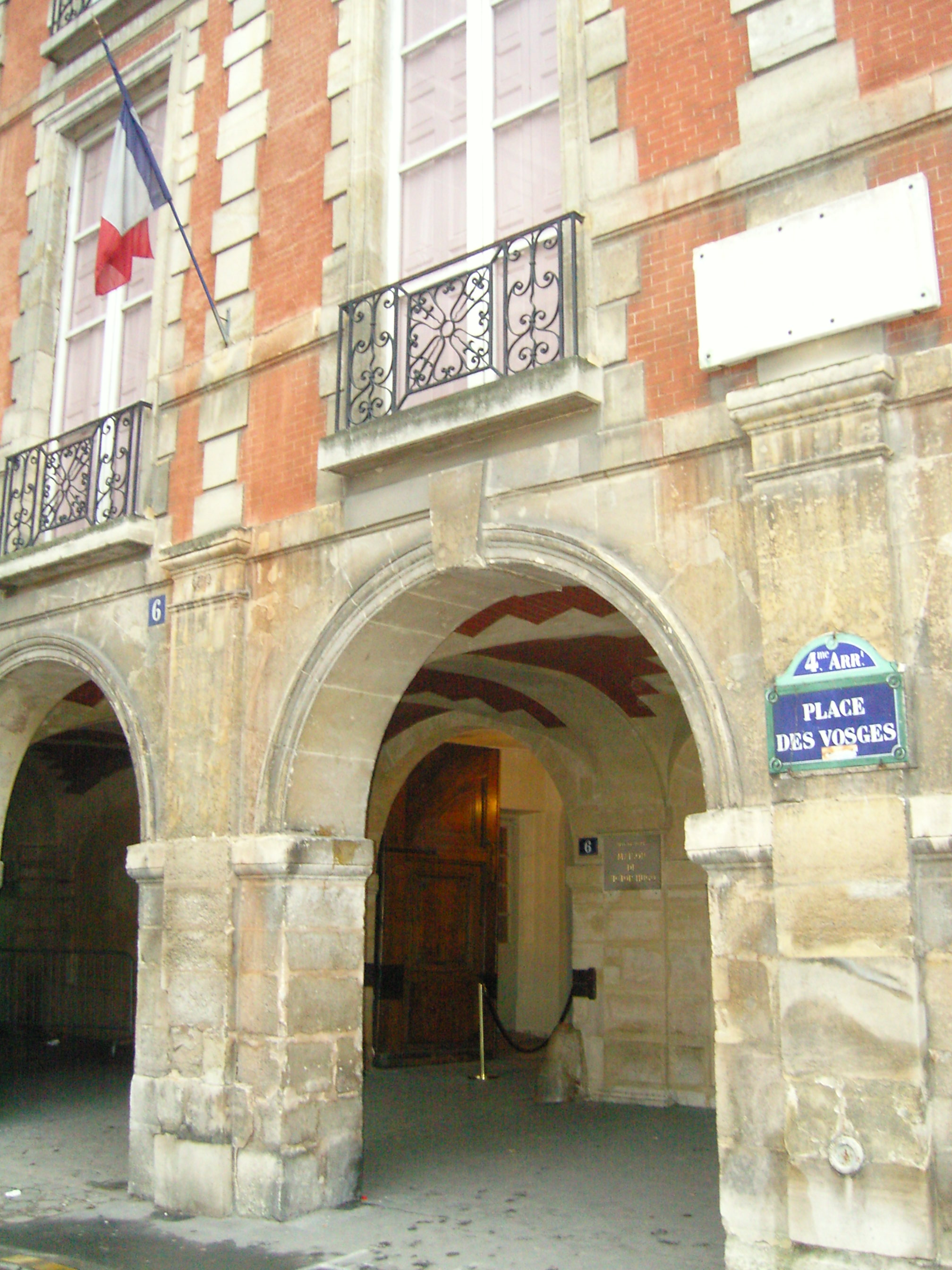
Maison de Victor Hugo

Het Maison de Victor Hugo (Nederlands: Huis van Victor Hugo) is een museum in de Franse hoofdstad Parijs.
De Franse dichter, toneelschrijver en romancier woonde van 1832 tot 1848 op de tweede verdieping van dit voormalige Hôtel Rohan-Guéménée. Hier schreef hij het grootste deel van Les Misérables. Voor de tentoonstelling is een aantal van zijn kamers gerestaureerd, onder andere zijn werkkamer, compleet met bureau. De meubels die hij maakte, pentekeningen en andere aantekeningen uit belangrijke perioden van zijn leven worden ook getoond. Er zijn regelmatig tijdelijke exposities.
- Bibliothèque nationale de France: cb11877193x (data)
- Catàleg d'autoritats de noms i títols de Catalunya: 981058522603906706
- International Standard Name Identifier: 0000 0001 2108 407X
- Système universitaire de documentation: 031982573
- Virtual International Authority File: 126260030